# Lepidochrysops
Lepidochrysops är ett släkte av fjärilar. Lepidochrysops ingår i familjen juvelvingar.

## Bildgalleri

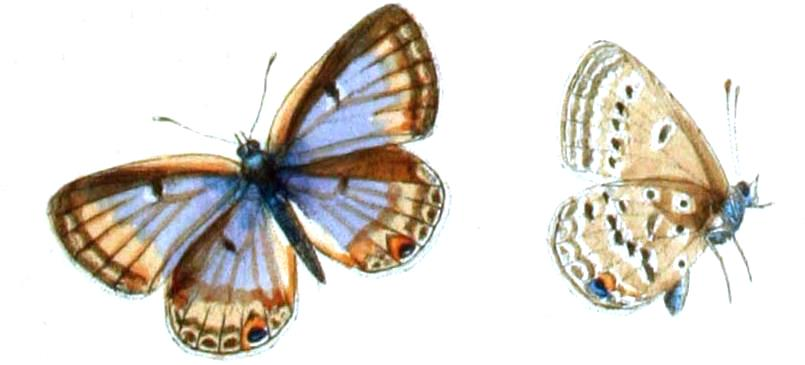

## Dottertaxa tillLepidochrysops, i alfabetisk ordning[1]
- Lepidochrysops abyssiniensis
- Lepidochrysops acholi
- Lepidochrysops aethiopia
- Lepidochrysops albicans
- Lepidochrysops albilinea
- Lepidochrysops anerius
- Lepidochrysops ansorgei
- Lepidochrysops arabicus
- Lepidochrysops ariadne
- Lepidochrysops asteris
- Lepidochrysops australis
- Lepidochrysops azureus
- Lepidochrysops bacchus
- Lepidochrysops badhami
- Lepidochrysops barnesi
- Lepidochrysops borealis
- Lepidochrysops brabo
- Lepidochrysops braueri
- Lepidochrysops brinkmani
- Lepidochrysops budama
- Lepidochrysops butha
- Lepidochrysops caerulea
- Lepidochrysops caffrariae
- Lepidochrysops carsoni
- Lepidochrysops celaeus
- Lepidochrysops chala
- Lepidochrysops chalcius
- Lepidochrysops chloauges
- Lepidochrysops cinerea
- Lepidochrysops claassensi
- Lepidochrysops cottrelli
- Lepidochrysops coxii
- Lepidochrysops cupreus
- Lepidochrysops delicata
- Lepidochrysops desmondi
- Lepidochrysops dicksoni
- Lepidochrysops dollmani
- Lepidochrysops dukei
- Lepidochrysops elgonae
- Lepidochrysops exclusa
- Lepidochrysops flavisquamosa
- Lepidochrysops forsskali
- Lepidochrysops fulvescens
- Lepidochrysops fumosa
- Lepidochrysops gigantea
- Lepidochrysops glauca
- Lepidochrysops grahami
- Lepidochrysops grandis
- Lepidochrysops guichardi
- Lepidochrysops gydoae
- Lepidochrysops handmani
- Lepidochrysops haveni
- Lepidochrysops hawkeri
- Lepidochrysops hypoleucus
- Lepidochrysops hypopolia
- Lepidochrysops ignota
- Lepidochrysops imperialis
- Lepidochrysops intermedia
- Lepidochrysops inyangae
- Lepidochrysops irvingi
- Lepidochrysops jacksoni
- Lepidochrysops jamesi
- Lepidochrysops jansei
- Lepidochrysops jeffersyi
- Lepidochrysops junae
- Lepidochrysops ketsi
- Lepidochrysops kiellandi
- Lepidochrysops kilimandjarensis
- Lepidochrysops kitale
- Lepidochrysops kivuensis
- Lepidochrysops koaena
- Lepidochrysops labwor
- Lepidochrysops lacrimosa
- Lepidochrysops lerothodi
- Lepidochrysops letsia
- Lepidochrysops leucon
- Lepidochrysops lilacina
- Lepidochrysops littoralis
- Lepidochrysops loewensteini
- Lepidochrysops longifalces
- Lepidochrysops lotana
- Lepidochrysops loveni
- Lepidochrysops lukenia
- Lepidochrysops lunulifer
- Lepidochrysops macgregori
- Lepidochrysops major
- Lepidochrysops mashuna
- Lepidochrysops mcgregori
- Lepidochrysops menna
- Lepidochrysops methymna
- Lepidochrysops moyo
- Lepidochrysops mpanda
- Lepidochrysops nacrescens
- Lepidochrysops naidina
- Lepidochrysops neavei
- Lepidochrysops negus
- Lepidochrysops neonegus
- Lepidochrysops nevillei
- Lepidochrysops nigeriae
- Lepidochrysops nigritia
- Lepidochrysops nyasae
- Lepidochrysops nyika
- Lepidochrysops oculus
- Lepidochrysops oreas
- Lepidochrysops orontius
- Lepidochrysops parsimon
- Lepidochrysops patricia
- Lepidochrysops peculiaris
- Lepidochrysops penningtoni
- Lepidochrysops pephredo
- Lepidochrysops perpulchra
- Lepidochrysops phasma
- Lepidochrysops pittawayi
- Lepidochrysops plebeia
- Lepidochrysops polydialecta
- Lepidochrysops praeterita
- Lepidochrysops princeps
- Lepidochrysops pringlei
- Lepidochrysops procera
- Lepidochrysops proclus
- Lepidochrysops pterou
- Lepidochrysops puncticilia
- Lepidochrysops quassi
- Lepidochrysops quickelbergei
- Lepidochrysops reichenowi
- Lepidochrysops rhodesensae
- Lepidochrysops ringa
- Lepidochrysops robertsoni
- Lepidochrysops ruthica
- Lepidochrysops skotios
- Lepidochrysops solwezii
- Lepidochrysops southeyae
- Lepidochrysops stormsi
- Lepidochrysops subvariegata
- Lepidochrysops suk
- Lepidochrysops swanepoeli
- Lepidochrysops swartbergensis
- Lepidochrysops swinburnei
- Lepidochrysops sylvius
- Lepidochrysops synchrematiza
- Lepidochrysops tantalus
- Lepidochrysops theodota
- Lepidochrysops tietsea
- Lepidochrysops titei
- Lepidochrysops trimeni
- Lepidochrysops turlini
- Lepidochrysops vansomereni
- Lepidochrysops vansoni
- Lepidochrysops variabilis
- Lepidochrysops variegata
- Lepidochrysops wau
- Lepidochrysops vera
- Lepidochrysops victori
- Lepidochrysops victoriae
- Lepidochrysops violetta
- Lepidochrysops wykehami